# Ларва (Хаен)
Ларва (ісп. Larva) — муніципалітет в Іспанії, у складі автономної спільноти Андалусія, у провінції Хаен. Населення — 502 особи (2010).
Муніципалітет розташований на відстані близько 300 км на південь від Мадрида, 50 км на схід від Хаена.

## Демографія
Динаміка населення (INE ):